# Julio Iglesias Santamaría
Julio Iglesias Santamaría (Los Corrales de Buelna, Cantabria, España, 25 de marzo de 1944) es un exfutbolista español que se desempeñaba como defensa.

## Clubes
| Club                    | País   | Año       |
| ----------------------- | ------ | --------- |
| Racing de Santander     | España | 1964-1966 |
| Club Atlético de Madrid | España | 1966-1973 |
| Real Betis Balompié     | España | 1973-1976 |
| Deportivo Alavés        | España | 1976      |
| Racing de Santander     | España | 1977      |